# Espartolos
Espartolos (en llatí Spartolus, en grec antic Σπάρτωλος) fou una ciutat de la península Calcídica propera a Olint, segons Tucídides i Esteve de Bizanci. Era probablement la capital dels boties o almenys una de les seves principals ciutats. És esmentada al tractat entre Atenes i Esparta al 321 aC durant la Guerra del Peloponès. Sota els murs de la ciutat els atenencs van patir una derrota el 249 aC.